# Ruta de Rhode Island 7
La Ruta de Rhode Island 7, y abreviada R.I. 7 (en inglés: Rhode Island Route 7) es una carretera estatal estadounidense ubicada en el estado de Rhode Island. La carretera inicia en el Sur desde la Ruta 146  , I 95   en Providence hacia el Norte en Joslin Road en Burrillville. La carretera tiene una longitud de 24,3 km (15.1 mi).

## Mantenimiento
Al igual que las autopistas interestatales, y las rutas federales y el resto de carreteras estatales, la Ruta de Rhode Island 7 es administrada y mantenida por el Departamento de Transporte de Rhode Island por sus siglas en inglés RIDOT.

## Cruces
La Ruta de Rhode Island 7 es atravesada principalmente por la RI 246  
I 95  en sentido norte en la entrada por la I-95 solamente
 Douglas Avenue / Orms Street 
 RI 15  
 I 295  
 RI 116  
 RI 5  , RI 104  
 RI 102 .